# Kerstin Schill
Kerstin Marion Schill (6. April 1958 in Stuttgart) ist eine deutsche Informatikerin und Humanbiologin. Sie ist Leiterin des Instituts für kognitive Neuroinformatik der Universität Bremen sowie Rektorin des Hanse-Wissenschaftskollegs (HWK) in Delmenhorst. Außerdem ist sie seit Juli 2019 Vizepräsidentin der Deutschen Forschungsgemeinschaft.

## Werdegang
Schill wurde 1958 in Stuttgart geboren und studierte an der TU München ab 1977 zunächst Maschinenbau, bevor sie 1979 zur Informatik wechselte. 1987 schloss sie das Informatikstudium mit einem Diplom ab. In ihrer Diplomarbeit beschäftigte sie sich mit so genannten Expertensystemen und ging im Anschluss als wissenschaftliche Mitarbeiterin an die Ludwig-Maximilians-Universität München, wo sie als erste Informatikerin zu einem interdisziplinären Forschungsteam stieß, das die Funktionsweise des Gehirns untersuchte.
Sie promovierte 1993 in München im Fach Humanbiologie mit einer Arbeit zum Thema Ikonisches Gedächtnis und leitete danach zehn Jahre als Postdoc die Forschungsgruppe Computational Intelligence an ihrem Institut, bevor sie 2003 einem Ruf als Professorin und Leiterin des Instituts für kognitive Neuroinformatik an die Universität Bremen folgte. Hier baute sie wiederum eine eigene interdisziplinäre Forschungsgruppe auf. Im Jahr 2018 übernahm sie zusätzlich das Rektorat am Hanse-Wissenschaftskolleg in Delmenhorst, einem „Institute for Advanced Studies“, in dem Forschungstreibende im Rahmen von Fellowships an ihren Projekten arbeiten und sich interdisziplinär vernetzen können.
Schill war von 2011/12 bis 2018 Dekanin des Fachbereichs Informatik und Mathematik an der Universität Bremen und 2014 bis 2019 Sprecherin des Wissenschaftsschwerpunkts Minds, Media, Machines im Rahmen der Exzellenzinitiative der Hochschule.
In der Deutschen Forschungsgemeinschaft war sie ab 2012 zunächst im Fachkollegium Informatik und ab 2014 als Senatorin engagiert, bevor sie Mitte 2019 zur Vizepräsidentin gewählt wurde. Daneben hat sie zahlreiche weitere Ämter in wissenschaftlichen Organisationen und Institutionen inne, so ist sie etwa in rund 20 Berufungskommissionen (Fraunhofer, DLR u. a.) zum Teil als Leiterin vertreten.
Schills Forschungsschwerpunkt ist die Untersuchung der kognitiven Fähigkeiten biologischer Systeme und die Übertragung der gewonnenen Erkenntnisse auf intelligente technische bzw. „biologisch inspirierte“ Systeme. Ihre Projekte sind überwiegend interdisziplinär angelegt; aus dem Zusammenspiel zwischen Neurowissenschaften und Informatik entstehen konkrete Anwendungen, beispielsweise „Kognitive autonome Weltraumnavigation“ oder auch Systeme zum autonomen Fahren, zur Sturzerkennung bei alten Menschen oder für das Monitoring von Bienenvölkern. Daneben übernahm Schill auch die Leitung bei Projekten des Forschungsministeriums zur Erhöhung des Anteils von Frauen in der Informatik.

## Publikationen (Auswahl)
- Medizinische Expertensysteme : Methoden und Techniken. Oldenbourg, München 1990, ISBN 3-486-21167-6.
- Ein örtlich-zeitliches Modell zur Beschreibung des ikonischen Gedächtnisses. (zugleich Dissertation, München 1993). München 1992.
- mit Elisabeth Umkehrer, Stephan Beinlich, Gerhard Krieger, Christoph Zetzsche: Scene analysis with saccadic eye movements: top-down and bottom-up modeling. In: Journal of Electronic Imaging. Band 10, Nr. 1, Januar 2001, ISSN 1017-9909, S. 152–161, doi:10.1117/1.1329627.
- mit David Nakath, Joachim Clemens: Multi-Sensor Fusion and Active Perception for Autonomous Deep Space Navigation. In: 2018 21st International Conference on Information Fusion (FUSION). Juli 2018, S. 2596–2605, doi:10.23919/ICIF.2018.8455788 (ieee.org [abgerufen am 8. Februar 2020]).